# San Luca (Italia)
San Luca è un comune italiano di 3 315 abitanti della città metropolitana di Reggio Calabria in Calabria.

## Geografia fisica
Il comune è posto sul versante ionico, alle falde del massiccio dell'Aspromonte e si stende su un territorio prevalentemente montuoso, salvo che nella parte interessata dal bacino della fiumara Bonamico. Il comune sanluchese ricopre una vasta area territoriale, la seconda per estensione nella provincia di Reggio Calabria per una estensione paria a 104,3 kmq, con notevole escursione altimetrica di 1919 metri: l'altitudine minima è, infatti, di 36 metri s.l.m. e la massima è di 1955 (cima di Montalto) all'interno del Parco nazionale dell'Aspromonte includendo, così, alcuni dei luoghi più caratteristici e affascinanti del massiccio aspromontano.
Di grande interesse era il lago Costantino, formatosi nel 1973 a causa di una grossa frana che ostruì il corso della sottostante fiumara Bonamico, oggi scomparso a causa dei sedimenti trasportati dal fiume che ne hanno ridotto, di anno in anno, la profondità. Di grande fascino ed interesse geologico e naturalistico è la presenza di alcune formazioni di pietra conglomerata, chiamate Pietra Lunga e Pietra Castello: la più monumentale però è Pietra Cappa, che risulta essere uno dei più grandi monoliti d'Europa.

## Storia

### Preistoria
La storia di San Luca inizia con il Neolitico. Le aree dove i primi abitanti si stanziarono furono Palazzo, Calarìa, Pietra Cappa, Cuppo e Serro Papà. I reperti trovati a conferma della presenza umana del neolitico sono asce litiche, ossidiane, nuclei e schegge di selce, ceramiche del neolitico stentinelliano del 5600 1 a.C. e ceramiche grezze, avvicinabili alla seconda fase del neolitico, databili intorno al quarto millennio a.C.: si tratta di un’ascia a mano ottenuta da un sasso di granito grigio scuro, con banda più chiara del tutto uguale a quelle rinvenute nel territorio di Bova (Italia). Una seconda ascia a martello è stata rinvenuta nei pressi del vecchio cimitero di San Luca: questa tipologia di ascia a martello è stata rinvenuta diffusamente lungo le coste del mediterraneo. Le asce a martello 2 sono state usate fino alla prima età dei metalli, per cui la datazione del ritrovamento è fra il 4000 anni a.C. e il 3000 anni a.C.
Alla fine dell’ottavo secolo a.C. cominciava l’occupazione del territorio da parte dei Greci. Bisogna dire che i greci arrivavano nei territori dove in passato avevano già avuto contatti con le popolazioni locali. Alcuni eruditi locali menzionano uno dei primi siti presso il fiume Butatros, (da cui Butramo). Alcuni anni or sono, nello scavo dell’acquedotto presso il bivio di San Luca, si sono potute osservare alcune anforette corinzie e altre ceramiche nello stile di Corinto, databili tra la fine dell’VIII secolo e l’inizio del VII secolo a.C.. Altri elementi ceramici riconducibili al periodo greco sono stati osservati: 
- in località Cuppo, presso una frana esposta ad est, dove sono visibili ceramiche nere nello stile jonico e corinzio, del tutto uguali a quelle di Locri;
- in montagna, presso il Casello forestale di San Giorgio, poco al disotto del muro di contenimento della spianata del casello, e nella pineta adiacente. Tali frammenti riteniamo siano attribuibili tra il V e il IV secolo a.C.

Davanti al casello forestale di San Giorgio abbiamo osservato resti di grandi Pithos (plurale pithoi) dal greco (πίθος, πίθοι), che significa grande giara per immagazzinamento di derrate alimentari.
I siti in altura nelle nostre zone non sono molti. Generalmente questi sono posti in luoghi strategici, ad esempio come frurion, ovvero castelletti o torre di guardia.
Altri reperti del periodo greco sono stati riutilizzati nella costruzione della chiesa di San Giorgio. Questi sono tegoloni e marmi. Altri minuti frammenti di ceramiche greche si rinvengono presso serro Papà. Sono queste ceramiche miniaturistiche (o votive) oppure da corredi funebri.

### Seconda guerra mondiale

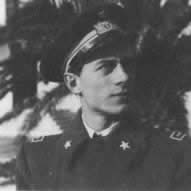
Giuseppe Cenni (MOVM), il leggendario asso della 2ª Guerra Mondiale, perse la vita a San Luca sul torrente Bonamico.

Durante la Seconda guerra mondiale il cielo dell’Aspromonte fu protagonista, il 4 settembre 1943, di uno scontro tra i piloti italiani della Regia Aeronautica e quelli Alleati e che vide l’epilogo a San Luca. L’armistizio era stato firmato il giorno prima, ma fino all’8 settembre non sarebbe stato reso noto. I piloti del 5º Stormo Tuffatori, guidati dall'asso Giuseppe Cenni, dopo aver sganciato il loro carico bellico contro i mezzi Alleati, che stavano invadendo la Calabria, furono intercettati dai caccia Spitfire. Il comandante Cenni, che era solito restare dietro, in copertura dei suoi uomini, fu attaccato da 5 caccia: cercò di trovare scampo a volo radente, ma fu sopraffatto dal numero dei velivoli nemici. Il suo Re.2002 si schiantò sul letto del torrente Bonamico nel Comune di San Luca. Cenni aveva 28 anni e fu insignito della Medaglia d'oro al valor militare e 6 d'argento, la Croce di Ferro tedesca di 2ª classe e 2 promozioni per merito di guerra.
I resti del corpo di Cenni vennero raccolti e furono sepolti presso il cimitero di San Luca per molti anni fino a quando, circa nel ’48, furono traslati presso il Cimitero della Villetta di Parma. Dal 1996 un monumento sul lungomare di Reggio Calabria ricorda il sacrificio del comandante Cenni e i fatti del 4 settembre 1943.

## Centro storico
L’abitato si sviluppa intorno alla Piazza Umberto I. La struttura urbana irregolare è cresciuta seguendo la morfologia del terreno, pertanto ha un andamento a gradoni, costituito da case monofamiliari con tipologia a schiera a uno, due o tre livelli, le aggregazioni a schiera hanno principalmente un allineamento sull’asse est-ovest ottenendo così un buon soleggiamento. La struttura dei fabbricati antecedenti al 1900 risulta costituita da muratura di pietrame e argilla; successivamente si fa uso di muratura in pietrame, laterizi e calce, o malta cementizia; le costruzioni recenti hanno la struttura in cemento armato. Le costruzioni erano dotate di tetto a falde inclinate con copertura in coppi, caratteristica che in gran parte delle abitazioni viene ancora mantenuta. Il centro storico si caratterizza per le stradine strette e lastricate originariamente pedonali, sufficientemente larghe per essere percorsi con animali da soma, i dislivelli erano superati con ampi gradoni. Oggi gran parte di queste strade, soprattutto quelle più larghe, sono strade modificate, allargate ove possibile, il fondo lastricato è stato ricoperto con un massetto in cemento, eliminando gran parte dei gradoni, in modo da renderli percorribili con mezzi meccanici. Il centro abitato si presenta abbastanza compatto conservando in gran parte le sue caratteristiche originarie con poche case di recente edificazione ai margini del centro storico. La parte più antica del paese è quella attorno alla piazza Umberto I° dove è ubicata la casa natale di Corrado Alvaro.
Dalla piazza si irradiano le principali vie del centro storico (Via Garibaldi, Via Nazionale), che si inerpicano lungo il costone che accoglie le povere case, che stanno l’una sopra l’altra e distanziate dai percorsi pedonali che seguono orizzontalmente il pendio. Sulla piazza si affacciano la chiesa Matrice di Santa Maria della Pietà e dalla casa natale di Corrado Alvaro. Intorno alla piazza sorgevano le principali attività del paese, essa è infatti sede della vita pubblica e spazio rappresentativo dei valori collettivi, luogo di incontro, di relazioni, di sosta, di culto, di svago, mercato. Alcune case presentano una mirabile tipologia costruttiva tradizionale, altre invece sono mal costruite e rifinite e danno il senso della caoticità e del degrado. La piazza ha una forma irregolare ed è formata da un “Centro” prospiciente l’ingresso laterale della chiesa Matrice, mentre sul lato opposto si inerpica la Via Garibaldi, teatro un tempo della vita paesana e principale arteria di ingresso al centro storico. Dalla parte della facciata principale e leggermente decentrata sulla destra, arriva la Via Nazionale. La piazza e le strade un tempo pavimentate in pietra locale erano state sostituite in modo disordinato ed abbruttite dalle mattonelle in bitume che degradavano ulteriormente il sipario della memoria storica di San Luca, nell’ultimo decennio la pavimentazione è stata rifatta riportando strade e piazza allo stato originario.

## Monumenti e luoghi d'interesse
- Vi si trova la casa natale di Corrado Alvaro.
- Ruderi della chiesa di San Giorgio di Pietra Cappa nella frazione omonima.[7]
- Ruderi del castello di Potamia presso Pietra Castello.
- Chiesa Matrice di Santa Maria della Pietà posta a lato di Piazza Umberto I, che fu riedificata nel 1932.
- L’arco del Portone del Palazzo Marchesale costruito della famiglia Clemente di San Luca, risalente alla seconda metà del 700, poi della famiglia Stranges.
- Pietra Cappa.

## Società

### Evoluzione demografica
Abitanti censiti

### Cuore della 'Ndrangheta
Il comune di San Luca è considerato il cuore pulsante della 'ndrangheta calabrese. Sono presenti e operano la 'Ndrina Nirta, la 'Ndrina Pelle, la 'Ndrina Strangio, la 'Ndrina Romeo e la 'Ndrina Giorgi, oltre ad altre 'Ndrine legate tra loro da vincoli parentali stretti. A cavallo degli anni 70, 80 e 90 del 900 San Luca, insieme a Platì, Africo e Natile, era considerata tra i centri promotori di quasi tutti i sequestri di persona accaduti in quegli anni, i cui i proventi oltre ad essere investiti nel campo edilizio e nella ristorazione, specialmente in Germania, furono investiti nel traffico della droga, prima eroina e poi cocaina, facendo sì che oggi la 'Ndrangheta controlli quasi la totalità dell'importazione di cocaina in Europa.
Sempre in quegli anni le 'Ndrine di San Luca, insieme a quelle di Africo, secondo alcuni pentiti, tra cui Francesco Fonti, furono coinvolte nel traffico internazionale dei rifiuti tossici, anche con l'affondamento di alcune navi al largo delle coste calabresi.
Il territorio fu teatro della Faida di San Luca e della conseguente strage di Duisburg in Germania nel 2007.

## Cultura
Sotto l'aspetto culturale e religioso, il comune di San Luca possiede uno dei centri di culto e di pellegrinaggio più visitati della Calabria. Di San Luca è frazione, infatti, Polsi, dove sorge il Santuario della Madonna di Polsi.

## Economia
L'economia di San Luca si basa esclusivamente su agricoltura e pastorizia. Numerose sono, infatti, le aziende agricole locali.

## Infrastrutture e trasporti
La strada principale che collega San Luca alla Strada Statale 106 è la Strada Provinciale 72. Gli autobus sono i mezzi di trasporto che garantiscono il collegamento con i paesi vicini effettuando diverse corse al giorno tranne la domenica.

## Amministrazione
| Periodo           | Periodo           | Primo cittadino                                              | Partito                         | Carica                    | Note   |
| ----------------- | ----------------- | ------------------------------------------------------------ | ------------------------------- | ------------------------- | ------ |
| 24 aprile 1995    | 14 giugno 1999    | Francesco Pelle                                              | lista civica di centro          | Sindaco                   |        |
| 14 giugno 1999    | 14 settembre 2000 | Sebastiano Strangio                                          | lista civica di centro-sinistra | Sindaco                   |        |
| 14 settembre 2000 | 26 maggio 2003    | Giuseppe Priolo Maria Stefania Caracciolo Valerio De Joannon |                                 | Commissione straordinaria | [ 10 ] |
| 26 maggio 2003    | 14 aprile 2008    | Giuseppe Mammoliti                                           | lista civica di centro-sinistra | Sindaco                   |        |
| 14 aprile 2008    | 17 maggio 2013    | Sebastiano Giorgi                                            | lista civica                    | Sindaco                   |        |
| 17 maggio 2013    | 12 giugno 2015    | Rosaria Giuffrè Vito Turco Giulia Rosa                       |                                 | Commissione straordinaria | [ 10 ] |
| 13 giugno 2015    | 25 maggio 2019    | Salvatore Gullì                                              |                                 | commissario prefettizio   |        |
| 26 maggio 2019    | 11 giugno 2024    | Bruno Bartolo                                                | lista civica                    | Sindaco                   |        |
| 11 giugno 2024    | 10 aprile 2025    | Rosario Fusaro                                               |                                 | Commissario prefettizio   | [ 12 ] |
| 10 aprile 2025    | in carica         | Antonio Reppucci Matilde Mulé Rosario Fusaro                 |                                 | Commissione straordinaria | [ 10 ] |

Il 14 settembre 2000 e il 17 maggio 2013 il Consiglio dei Ministri ha sciolto il Comune di San Luca per infiltrazioni della 'Ndrangheta. L'11 giugno 2024 si è insediato un commissario di nomina prefettizia a causa della mancata presentazione di liste elettorali, mentre il 10 aprile 2025 il Comune viene nuovamente commissariato a causa di infiltrazioni mafiose.

### Gemellaggi
- Cascia, dal 2008
- San Giorgio Morgeto, dal 2011

## Sport

### Calcio
La maggiore società calcistica con sede nella città di San Luca è l'Associazione Sportiva Dilettantistica San Luca, nota più comunemente come ASD San Luca. Fondata nel 1961 sotto il nome di Folgore San Luca, dalla stagione 2020-21 alla stagione 2023-24 ha disputato consecutivamente quattro campionati interregionali nel girone I di Serie D.
Annoverano, tra i successi, la vittoria della Coppa Calabria nella stagione 1999-2000. e la vittoria della Coppa Italia Dilettanti 2019-2020. Uno dei record della compagine sanluchese è quello della stagione 2018-2019 quando realizzò 134 gol nel campionato di Promozione calabrese, superando il record italiano di gol segnati in una stagione, fino a prima detenuto dal Grande Torino.
Il miglior piazzamento rimane la semifinale play-off di Serie D nella stagione 2020-21 dopo aver concluso la regular season al quarto posto in classifica. In quella stagione, il San Luca ebbe come allenatore Ciccio Cozza, ex calciatore e capitano della Reggina in Serie A.
Una gara storica per l’ASD San Luca rimane quella del 28 settembre 2022 disputata in notturna allo Stadio Angelo Massimino contro il Catania di fronte ad una cornice di pubblico di 14 590 spettatori. La gara, valevole per la seconda giornata del campionato di Serie D, finì con il punteggio di 2-1 a favore dei siciliani.
Tra i vari calciatori che hanno indossato la maglia di San Luca vanno ricordati Hugo Bargas, figlio dell’ex difensore della nazionale argentina Ángel Bargas; l’attaccante, ex Reggina, Alessio Pasquale Viola. Tra questi va ricordato Marco Pezzati, difensore trentunenne ex Fiorentina e Verbania, originario di Scandicci che, durante la sua militanza in maglia giallorossa, perse la vita la notte del 22 febbraio 2024 a causa di un incidente a bordo di un'auto sulla Strada statale 106 jonica nei pressi di Isca sullo Ionio.
Alla guida della squadra giallorossa, negli anni, si sono avvicendati diversi tecnici, tra cui Giovanni Ignoffo, Stefano De Angelis, Maurizio Lanzaro e Ciccio Cozza.